# Brasilstrom

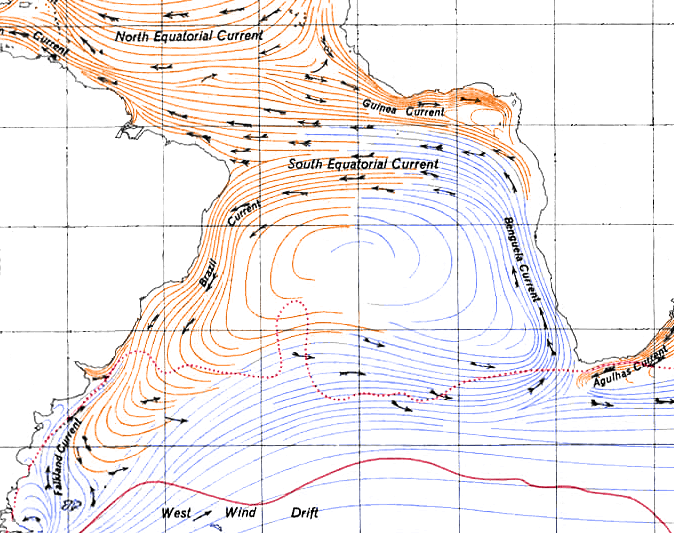
Brasilstrom (engl. Brazil Current) in einer Strömungskarte des Atlantiks

Der Brasilstrom ist eine warme Oberflächen-Meeresströmung im südlichen Atlantik und verläuft entlang der Küste Brasiliens in südwestliche Richtung.
Der Brasilstrom wird mit Wassermassen gespeist, die mit dem Südäquatorialstrom von Südwestafrika quer über den Atlantik herangeführt werden. Ein anderer Teil des warmen Äquatorialstrom-Wassers fließt nach Nordwesten bis in die Karibik (Karibische Strömung) weiter, wo es anschließend den Golfstrom mit Wärme versorgt.
Vor der Mündung des Río de la Plata in Höhe des 40. südlichen Breitengrades trifft der Brasilstrom auf den in nördliche Richtung fließenden kühlen Falklandstrom. Beide vereinigen sich unter Einfluss der Westwinddrift zu einer Meeresströmung Richtung Osten (Antarktischer Zirkumpolarstrom) und speisen einen Teil des kalten Benguela-Stroms. Dieser fließt nordwärts entlang der südwestafrikanischen Küste, speist wiederum den atlantischen Südäquatorialstrom und schließt somit den Kreislauf.